# Primula veris

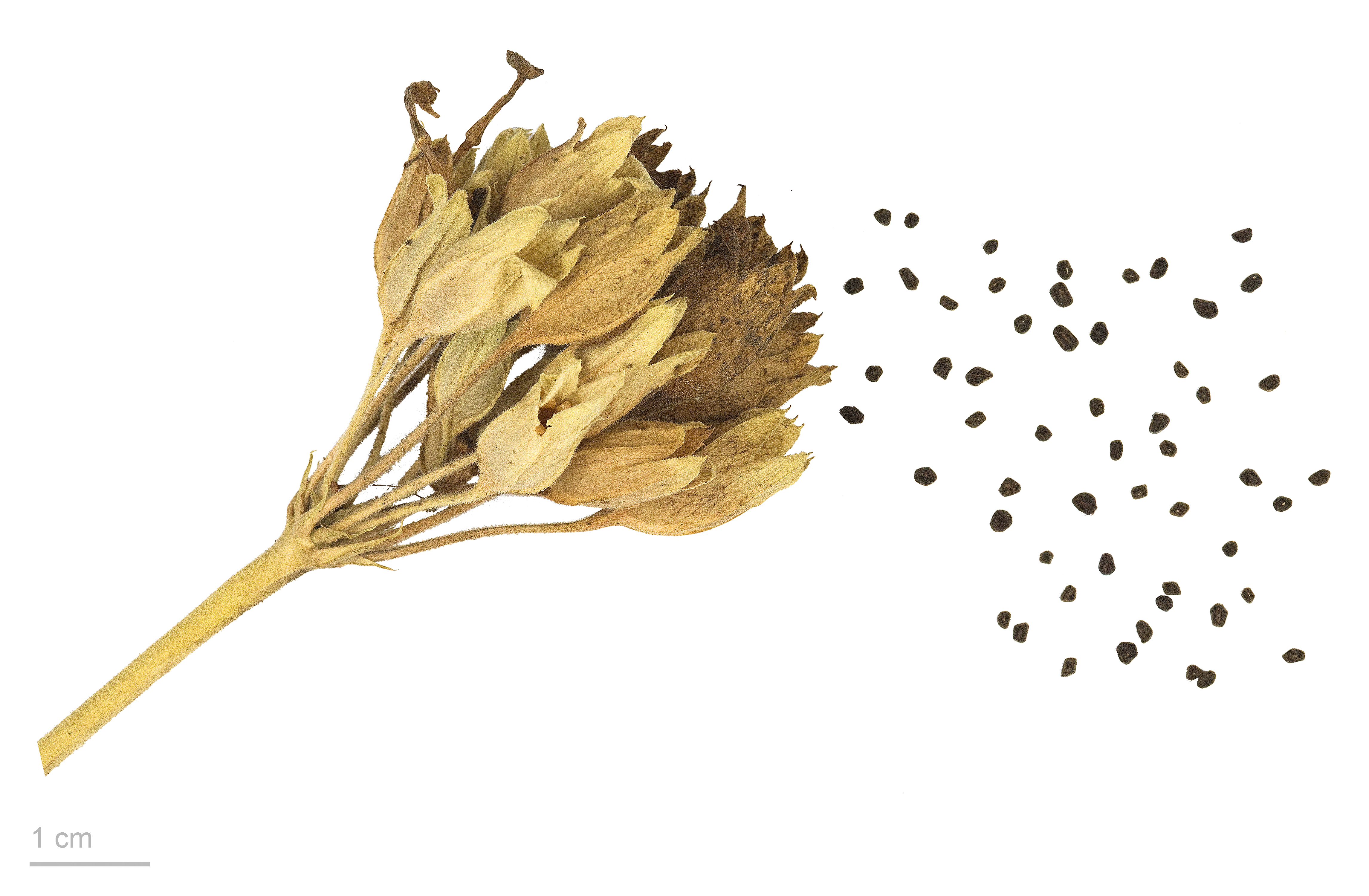
Primula veris

La primula odorosa (Primula veris L., 1753) è una pianta erbacea appartenente alla famiglia delle Primulaceae, che cresce spontaneamente nei prati e nei boschi.

## Etimologia
L'attuale binomio scientifico ("Primula veris") è stato definito da 
Linneo nella sua pubblicazione Species Plantarum del 1753.
L'epiteto specifico (“veris”) deriva dal latino ver (genitivo veris) = primavera.
Il nome comune (Primula odorosa) indica che i fiori di questa specie sono profumati.

In lingua tedesca questa pianta si chiama Gewöhnliche Frühlings-Schlüsselblume; in francese si chiama Primevère officinale oppure Primevère du printemps; in inglese si chiama Cowslip.

## Descrizione

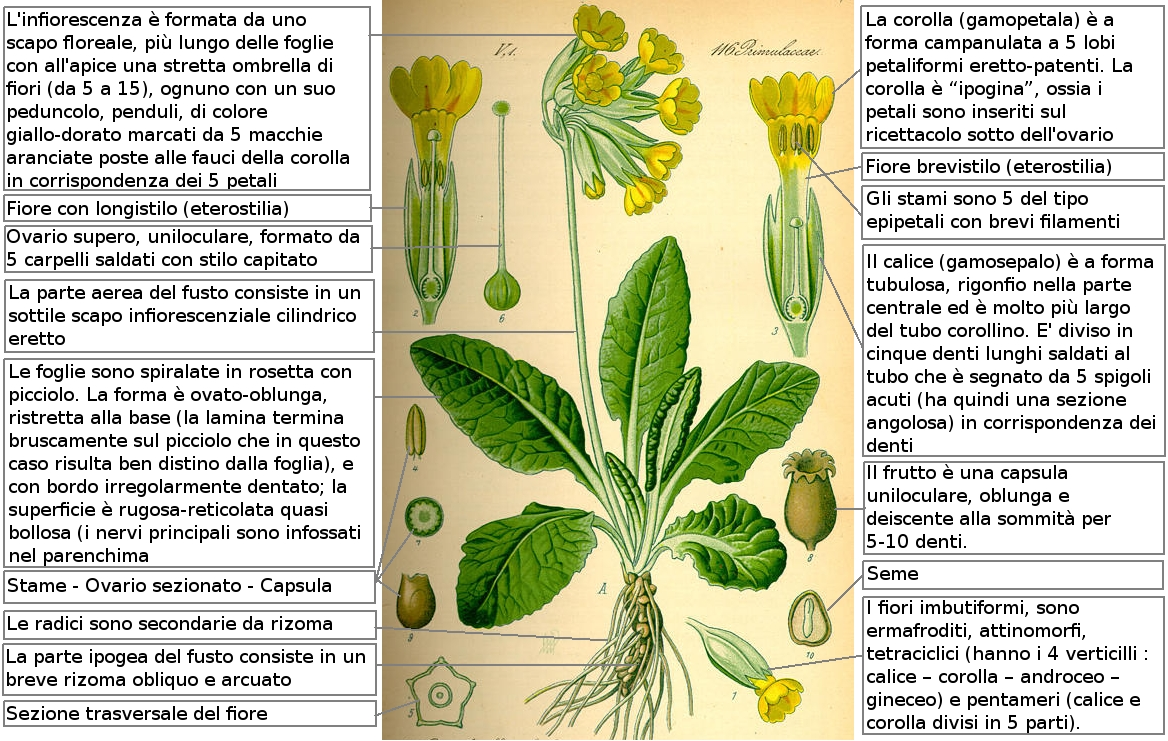
Descrizione delle parti della pianta

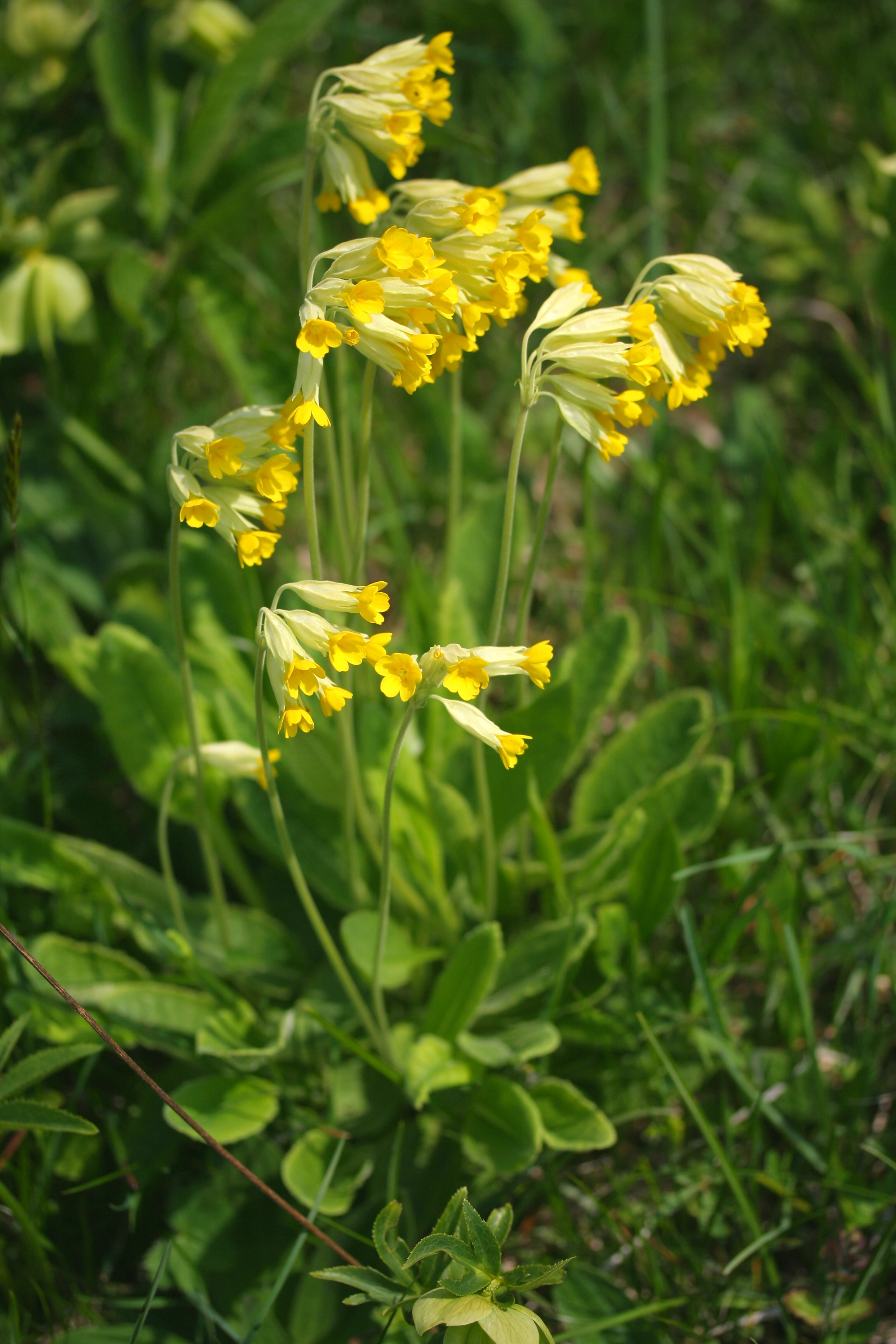
Il portamento
Località : Pianezze, Trichiana (BL), 859 m s.l.m. - 10/05/2008

È una pianta erbacea, perenne e rizomatosama un po' gracile. La fioritura è unica nel corso dell'anno (sono piante “monocarpiche” = un solo frutto nell'arco della stagione). L'altezza varia dai 15 ai 25 cm. La forma biologica è del tipo emicriptofita rosulata (H ros), ossia sono piante con gemme svernanti al livello del suolo e protette dalla lettiera o dalla neve, con foglie disposte a formare una rosetta basale.

### Radici
Le radici sono secondarie da rizoma e di aspetto consistente.

### Fusto
- Parte ipogea: la parte ipogea del fusto consiste in un breve rizoma obliquo o anche sub-orizzontale, può essere inoltre lievemente arcuato e della lunghezza di 2 – 3 cm.
- Parte epigea: la parte aerea consiste in un sottile scapo infiorescenziale cilindrico, eretto e lungo al massimo 12 – 22 cm. Lo scapo si erge in posizione ascellare rispetto alla rosetta basale. È inoltre afillo e indiviso.

### Foglie

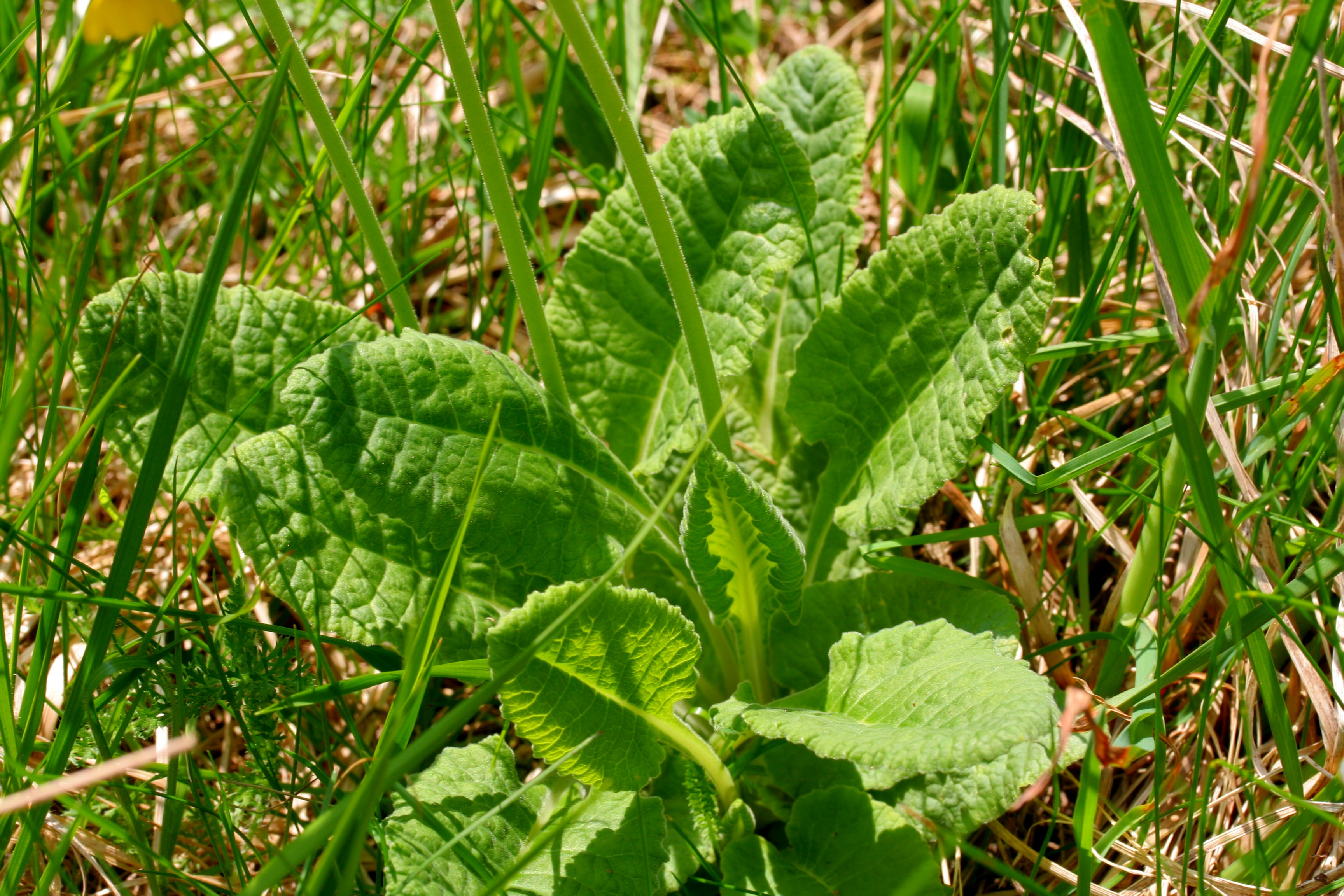
La rosetta basale
Località : Pianezze, Trichiana (BL), 859 m s.l.m. - 10/05/2008

Le foglie sono spiralate in rosetta (sono presenti solo le foglie basali o radicali) con picciolo. La forma è ovato-oblunga, ristretta alla base (la lamina termina bruscamente sul picciolo che in questo caso risulta ben distinto dalla foglia), e con bordo irregolarmente dentato; il colore è verde scuro e sono pubescenti (quasi vellutate) sulla pagina superiore e più chiare su quella inferiore. La superficie è rugosa-reticolata quasi bollosa (i nervi principali sono infossati nel parenchima). Lunghezza del picciolo : 3 – 8 cm. Dimensione delle foglie : larghezza 3 – 5 cm; lunghezza 5 – 8 cm.

### Infiorescenza

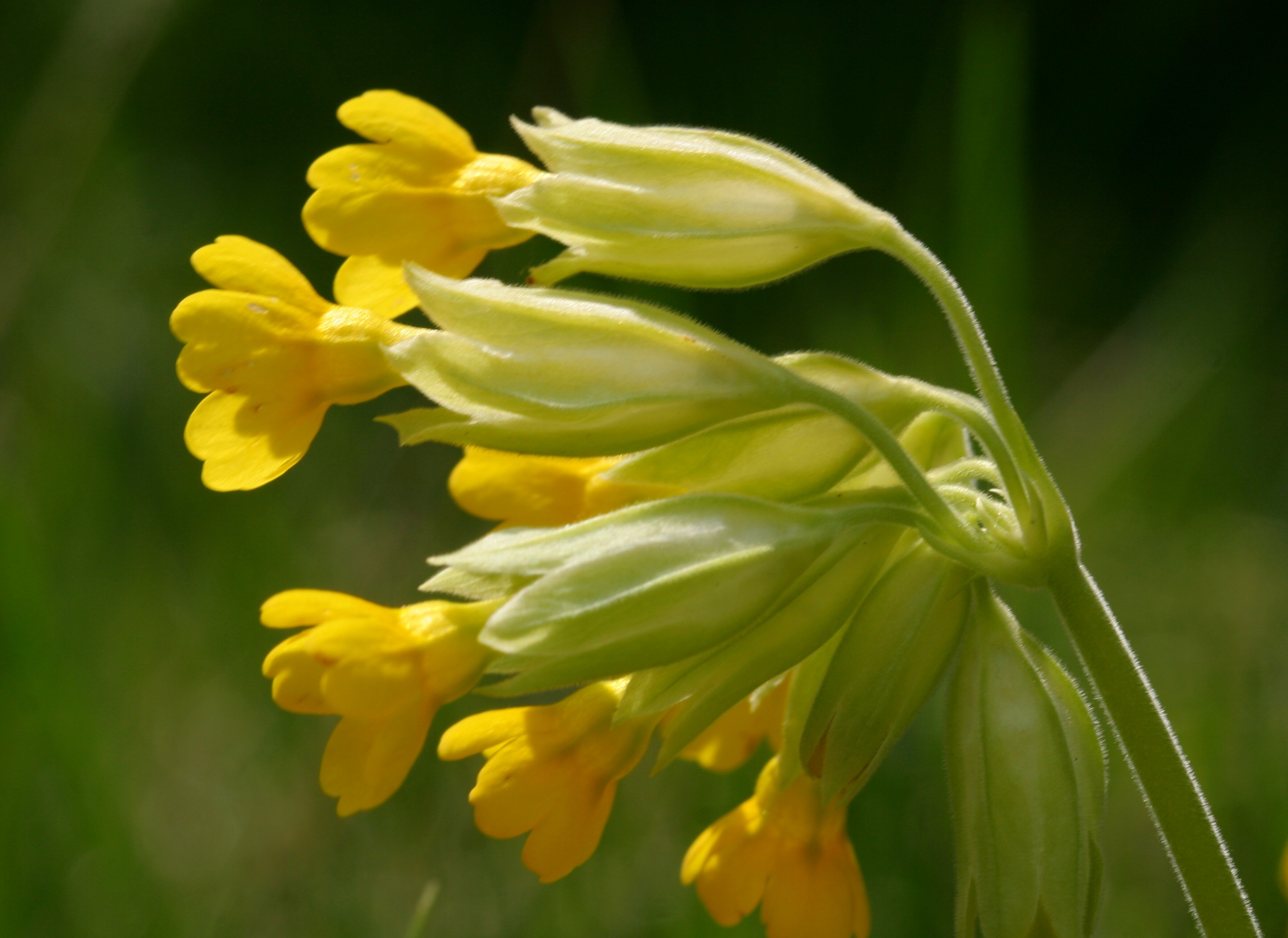
Infiorescenza
Località : Pianezze, Trichiana (BL), 859 m s.l.m. - 10/05/2008

L'infiorescenza è formata da uno scapo floreale, più lungo delle foglie con all'apice una stretta ombrella di fiori (da 5 a 15), ognuno con un suo peduncolo, spesso reclinati (quasi penduli), grandi, di colore giallo-dorato o bianco (più raramente) o rosso (ancora più raramente) marcati da 5 macchie aranciate poste alle fauci della corolla in corrispondenza dei 5 petali. Lunghezza del peduncolo : 5 – 20 mm. 

### Fiore
I fiori imbutiformi, sono ermafroditi, attinomorfi, tetraciclici (hanno i 4 verticilli fondamentali delle Angiosperme: calice – corolla – androceo – gineceo) e pentameri (calice e corolla divisi in 5 parti). All'interno del fiore (alla base e attorno al pistillo) è presente del nettare. I suoi fiori sono inoltre profumati.
- Formula fiorale:

K (5), C (5), A 5, G (5) (supero)

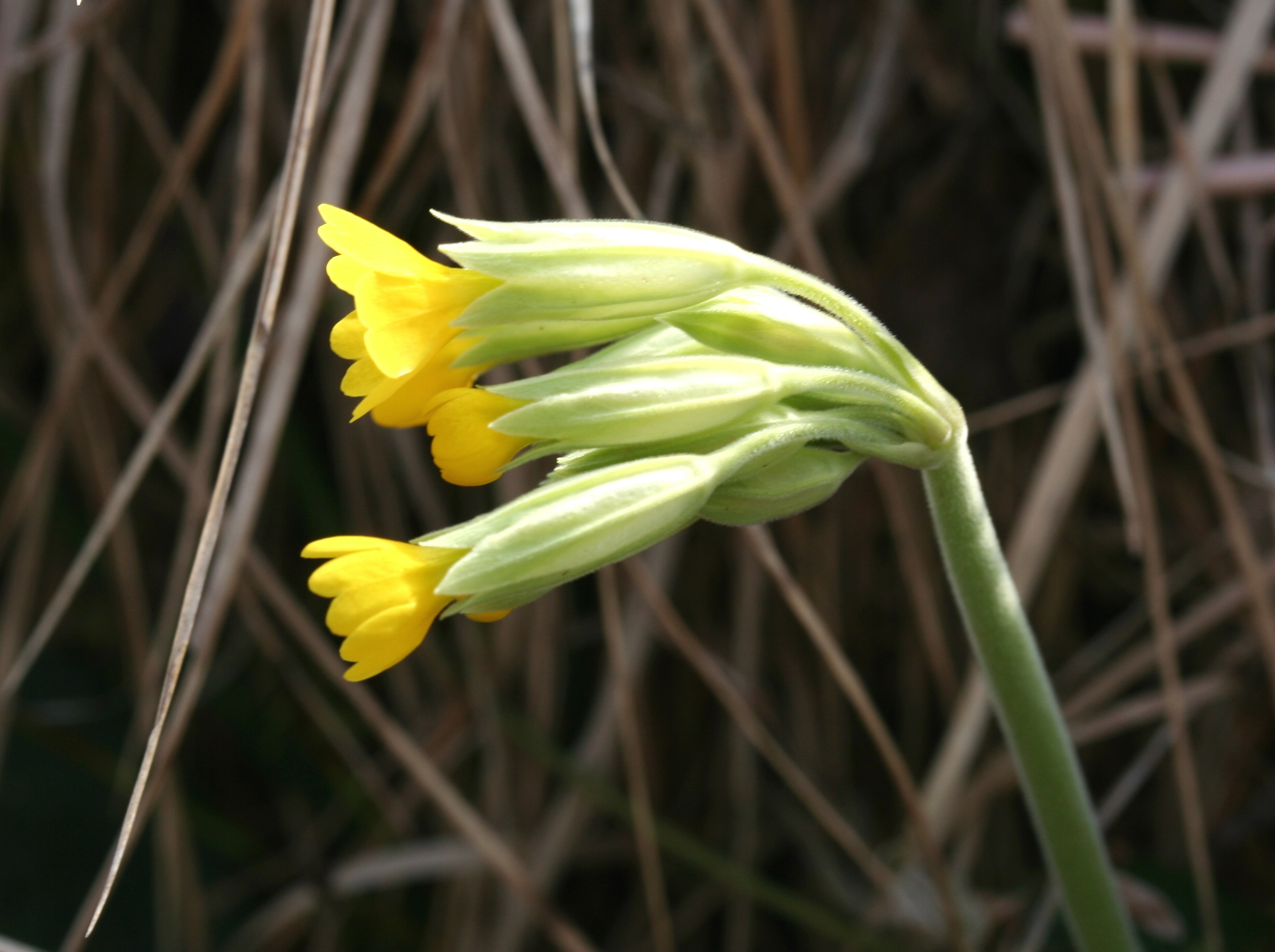
Il calice
Località : Pellegai, Mel (BL), 503 m s.l.m. - 01/04/2007

- Calice: il calice (gamosepalo) è a forma tubulosa, rigonfio nella parte centrale ed è molto più largo del tubo corollino. È diviso in cinque denti (prolungamento dei sepali) lunghi quanto larghi saldati al tubo. Il tubo è segnato da 5 spigoli acuti (ha quindi una sezione angolosa) in corrispondenza dei sepali (lo spigolo è sorretto da un lungo nervo che termina all'apice del dente). Dimensioni del calice: larghezza 4 – 5 mm; lunghezza 8 – 10 mm. Dimensione dei denti triangolari-acuti : larghezza 2,5 – 3,5 mm; lunghezza 2 – 3 mm.

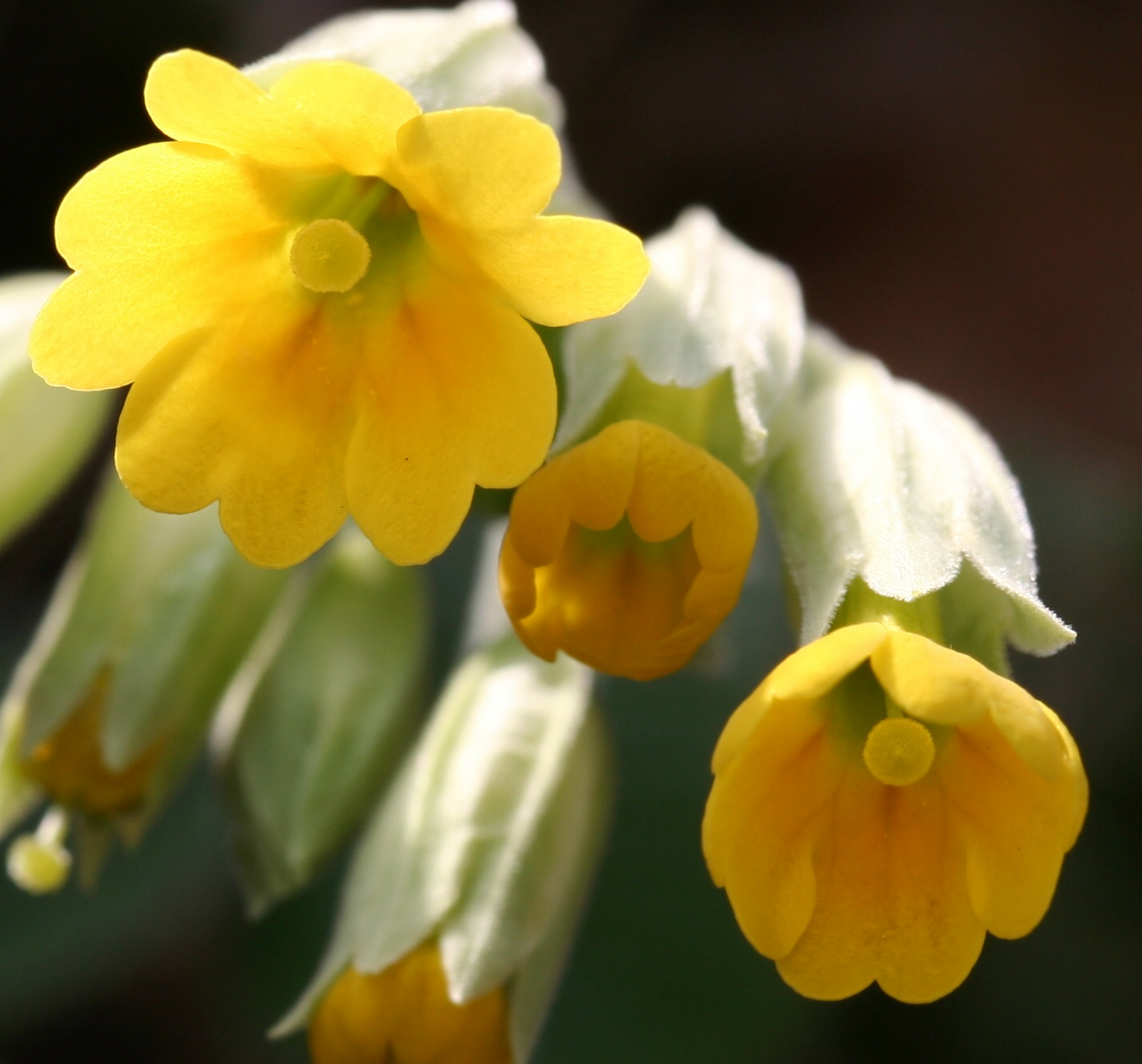
La corolla
Località : Pellegai, Mel (BL), 503 m s.l.m. - 01/04/2007

- Corolla: la corolla (gamopetala) è a forma campanulata a 5 lobi petaliformi eretto-patenti. La corolla è “ipogina”, ossia i petali sono inseriti sul ricettacolo al di sotto dell'ovario. La parte interna della corolla è cilindrica con un diametro molto più piccolo del diametro del calice che la contiene. Diametro del tubo corollino : 1 –2 mm. Diametro della massima apertura della corolla : 10 – 13 mm.
- Androceo: gli stami sono 5 con brevi filamenti (non sporgono dalla corolla). Gli stami sono “epipetali” ossia sono inseriti direttamente nella corolla, (in posizione opposta ai petali) in alcuni casi, circa a metà del tubo corollino : in questo caso sono inclusi; in altri casi sono inseriti all'altezza della sommità della corolla (appena sotto le fauci) e in questo caso non sono inclusi ma sporgono dalle fauci.
- Gineceo: l'ovario è supero, uniloculare, formato da 5 carpelli saldati, con numerosi ovuli. La placenta è “assile” (o centrale), ossia attraversa diametralmente il pericarpo. Lo stilo è lungo e si affaccia alle fauci se gli stami sono inclusi nel tubo corollino (e quindi sono in posizione bassa), altrimenti è più corto e rimane chiuso nel tubo corollino con lo stigma capitato localizzato quindi a metà corolla circa. Questo dimorfismo (“brevistilo” e “longistilo” nella stessa specie chiamato “eterostilia”) fu studiato dal Darwin e viene considerato uno degli aspetti più interessanti di questa specie (e di altre dello stesso genere). Questa proprietà impedisce una fecondazione “autogama” (o autoimpollinazione), mentre favorisce una fecondazione entomofila (e quindi più efficiente da un punto di vista genetico) da parte degli insetti. In effetti si riscontra che l'impollinazione tra individui con lo stesso tipo di “eterostilia” è inefficace. È interessante rilevare inoltre che in una stessa popolazione le due caratteristiche sono presenti ognuna esattamente con il 50% degli individui[5].
- Fioritura : la fioritura è continua da aprile a giugno.
- Impollinazione: impollinazione entomofila tramite farfalle (anche notturne) e api.

### Frutti
Il frutto è una capsula uniloculare, oblunga e deiscente alla sommità per 5-10 denti. È racchiusa dal calice che è persistente. L'interno contiene numerosi semi appiattiti di colore brunastro che maturano fra luglio e agosto. Lunghezza del frutto : 5 – 10 mm.

## Distribuzione e habitat
La specie è ampiammente presente in Europa e in Asia; sul territorio italiano questa specie è abbastanza comune al nord e al centro (ma è assente al sud e nelle isole). Dal punto di vista altitudinale queste piante si possono trovare dal piano fino a 2300 m s.l.m., quindi frequentano i seguenti piani vegetazionali : collinare, montano e subalpino.
Gli habitat preferiti sono i prati e boschi; mentre il substrato è calcareo (ma anche calcare-siliceo) con pH del suolo basico e bassi valori nutrizionali del terreno che deve essere mediamente umido.

## Fitosociologia
Dal punto di vista fitosociologico le due sottospecie alpine (veris e columnae) appartengono a due diverse comunità vegetali:
| Comunità   | subsp. veris       | subsp. columnae                      |
| ---------- | ------------------ | ------------------------------------ |
| Formazione | Comunità forestali | Comunità forestali                   |
| Classe     | Carpino-Fagetea    | Quercetea pubescentis                |
| Ordine     |                    | Quercetalia pubescenti-sessiliflorae |
| Alleanza   |                    | Quercion pubescenti-sessiliflorae    |

## Tassonomia
Dato il grande numero di specie del genere Primula, questo viene suddiviso in trentasette sezioni. Primula veris appartiene alla sezione Vernales caratterizzata dall'avere foglie membranacee, rugose e gradualmente ristrette verso la base e con fiori sempre peduncolati.

### Sottospecie
Sono note le seguenti sottospecie:

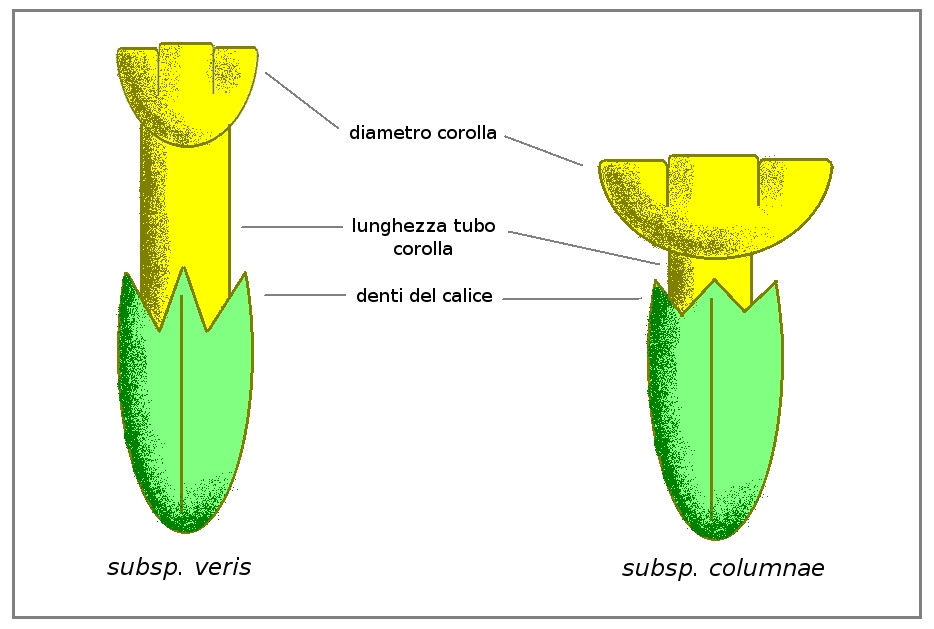
Differenze più evidenti tra le due sottospecie alpine veris e columnae

- Primula veris subsp. veris - sottospecie nominale; la forma delle foglie è ovato-lanceolata con margine eroso-crenato; sono verdi su entrambe le facce (subglabre di sopra e sparsamente pubescenti di sotto); i peli sono semplici o ghiandolari di piccole dimensioni (minori di 0,1 mm); la parte basale della foglia decorre lungo il picciolo; la lunghezza del calice è compresa tra 8 – 15 mm; il lembo della corolla è concavo con un diametro compreso tra 6 – 12 mm; la capsula a maturazione risulta fasciata strettamente al calice. Il tipo corologico (area di origine) è W-Europeo (Subatlantico); la diffusione (ma è considerata rara) di questa sottospecie è localizzata soprattutto sulle Alpi: dalle Alpi Giulie alle Alpi Marittime (escluse le province di Como e Bergamo), mentre fuori dall'Italia è possibile trovarla sui rilievi della Foresta Nera, Vosgi, Massiccio del Giura, Pirenei, Massiccio Centrale e Carpazi; gli habitat preferiti sono i prati aridi e mesofili, ma anche arbusteti torbosi oppure boschi tipo pioppeti, ontaneti, frassineti, castagneti, carpineti e betuleti.
- Primula veris subsp. canescens (Opiz) Hayek ex Ludi - l'altezza delle piante, in questa sottospecie, varia da 10 a 20 cm; la lamina delle foglie è largamente ovata; la base decorre sul picciolo con ali strette; il margine è più o meno intero e continuo; la superficie è abbondantemente pubescente con peli grigiastri semplici o ghiandolari di piccole dimensioni (minori di 0,1 mm); la lunghezza del calice è compresa tra 12 – 18 mm; il lembo della corolla è concavo con un diametro compreso tra 6 – 12 mm; la capsula a maturazione risulta fasciata strettamente al calice (ma solo alla base). Il tipo corologico (area di origine) è Sud Est-Europeo; dovrebbe essere diffusa sia sulle Alpi che sugli Appennini, ma secondo Pignatti[5], in quanto pianta continentale-steppica, potrebbe essere confusa con altre o mancante del tutto; l'habitat preferito è il cespuglieto.
- Primula veris subsp. columnae (Ten.) Maire & Petitm. - l'altezza delle piante, in questa sottospecie, varia da 15 a 30 cm; la lamina delle foglie è largamente ovata e non decorre lungo il picciolo che è lungo il doppio della lamina; il bordo è crenato o dentato con denti ottusi; la pagina superiore è fittamente pubescente con peli la cui lunghezza è compresa tra 0,2 – 0,6 mm (i peli non sono ghiandolosi ma piuttosto articolati); la lunghezza del calice è compresa tra 16 – 20 mm; il lembo della corolla è piano con un diametro di 12 – 20 mm; alla maturazione la capsula sporge dal calice che è persistente. Il tipo corologico (area di origine) è Orofita Nord-Mediterraneo; l'habitat tipico sono i boschi di Roverella e di conifere; la sua diffusione prevalente è sul bordo meridionale delle Alpi (province di CN, AO, VC, NO e UD) e sugli Appennini settentrionali e centrali; nel resto dell'Europa si trova nel Massiccio del Giura, Pirenei, Massiccio Centrale e Carpazi.
- Primula veris subsp. macrocalyx (Bunge) Lüdi

### Ibridi
Sono stati descritti i seguenti ibridi interspecifici:
- Primula × anglica Pax in Engler & Prantl (1889) – Ibrido fra : P. veris subsp. veris e P. vulgaris subsp. rubra
- Primula × aranensis Cadevall (1932) – Ibrido fra : P. elatior subsp. elatior e P. veris subsp. columnae
- Primula × austriaca Wettst. in A. Kerner (1866) – Ibrido fra : P. veris subsp. canescens e P. vulgaris subsp. vulgaris
- Primula × bifrons Chatenier (1888) – Ibrido fra : P. elatior subsp. intricata e P. veris subsp. veris
- Primula × bosniaca G. Beck ex Fiala (1893) – Ibrido fra : P. veris subsp. suaveolens e P. vulgaris subsp. vulgaris
- Primula × legionensis Rothm. (1934) – Ibrido fra : P. elatior subsp. intricata e P. veris subsp. veris
- Primula × media Peterm. (1838) – Ibrido fra : P. elatior subsp. elatior e P. veris subsp. veris
- Primula × polyantha Miller (1768) – Ibrido fra : P. veris subsp. veris e P. vulgaris subsp. vulgaris
- Primula × ternovania A. Kerner (1869) – Ibrido fra : P. vulgaris subsp. vulgaris e P. veris subsp. columnae
- Primula × tommasinii Gren. & Godron (1853) – Ibrido fra : P. elatior subsp. intricata e P. veris subsp. columnae

### Sinonimi
La specie di questa scheda ha avuto nel tempo diverse nomenclature. L'elenco che segue indica alcuni tra i sinonimi più frequenti:
- Primula columnae Ten. (1811) (sinonimo = P. veris subsp. columnae)
  - subsp. suaveolens (Bertol.) O. Schwarz (1968) (sinonimo = P. veris subsp. suaveolens)
- Primula cordifolia Kit. in Kanitz (1863)
- Primula coronaria Salisb. (1796)
- Primula elatior (L.) Hill (1765) subsp. canescens (Opiz) P. Fourn. (1928) (sinonimo = P. veris subsp. canescens)
- Primula inflata Lehm. (1817) (sinonimo = P. veris subsp. canescens)
- Primula justinii Sennen & Elías (1936) (sinonimo = P. veris subsp. columnae)
- Primula macrocalyx sensu Schur (1866), non Bunge (sinonimo = P. veris subsp. canescens)
- Primula macrocalyx Bunge (sinonimo = P. veris subsp. macrocalyx)
- Primula montana Reuter, non Opiz
- Primula officinalis (L.) Hill. (1765)
  - subsp. canescens (Opiz) P. Fourn. (1937) (sinonimo = P. veris subsp. canescens)
  - subsp. columnae (Ten.) Arcangeli (1882) (sinonimo = P. veris subsp. columnae)
  - subsp. pyrenaica (Miégeville) H. & A. Marcailhou-d'Ayméric (1908) (sinonimo = P. veris subsp. columnae)
  - subsp. suaveolens (Bertol.) Gremli (1885) (sinonimo = P. veris subsp. suaveolens)
  - var. canescens Opiz in Berchtold (1839) (sinonimo = P. veris subsp. suaveolens)
  - var. montana Rouy (1908) (sinonimo = P. veris subsp. canescens)
- Primula pannonica A. Kerner (1886) (sinonimo = P. veris subsp. canescens)
- Primula pyrenaica Miégeville (1863) (sinonimo = P. veris subsp. columnae)
- Primula suaveolens Bertol. (1813) (sinonimo = P. veris subsp. suaveolens)
- Primula uralensis Fisch. ex Rchb. (sinonimo = P. veris subsp. macrocalyx)

### Specie simili
- Primula elatior L. - Primula maggiore : si distingue per il colore dei fiori che è più chiaro (e non sono profumati); inoltre i denti del calice sono lanceolati e il calice stesso è più aderente alla corolla; la corolla inoltre ha il tipico aspetto ipocrateriforme.

## Usi

### Farmacia
- Sostanze presenti: alcune parti di questa pianta contengono un alcool chiamato “volemite”; una canfora (chiamata “canfora di primula”); il glucoside “primulina”; e l'enzima diastasi[7].
- Proprietà curative: in molti testi antichi questa pianta veniva chiamata Primula officinalis in quanto dotata di proprietà vulneraria (guarisce le ferite); nel nord dell'Europa inoltre con le foglie si prepara una bevanda gradevole e calmante (ma anche un cordiale o del tè). Mentre le parti ipogee sono espettoranti (favorisce l'espulsione delle secrezioni bronchiali) e starnutatorie. Altre proprietà curative sono: antinfiammatoria (attenua uno stato infiammatorio), antispasmodica (attenua gli spasmi muscolari, e rilassa anche il sistema nervoso), diaforetica (agevola la traspirazione cutanea) e diuretica (facilita il rilascio dell'urina). Oggi questi usi sono notevolmente scaduti. Sono stati riscontrati casi di allergia dovuta agli stami di questa pianta.
- Parti usate: fiore, foglie e rizoma.

### Cucina
Le foglie giovanili possono essere mangiare sia crude che cotte. I fiori vengono utilizzati, a volte, per preparare un liquore aromatico.

### Giardinaggio
È nell'orticoltura che si accentra il maggior interesse per queste piante. Infatti le Primule accomunano due proprietà molto importanti: sono rustiche di facile impianto e molto decorative. I fioristi quindi si sono cimentati a creare un numero grandissimo di cultivar (o ibridi artificiali) variando soprattutto la colorazione dei petali. Nel giardino, questa pianta, va posizionata in zone a mezz'ombra; non teme il freddo per cui non è necessario ripararla particolarmente durante la stagione invernale.

## Galleria d'immagini

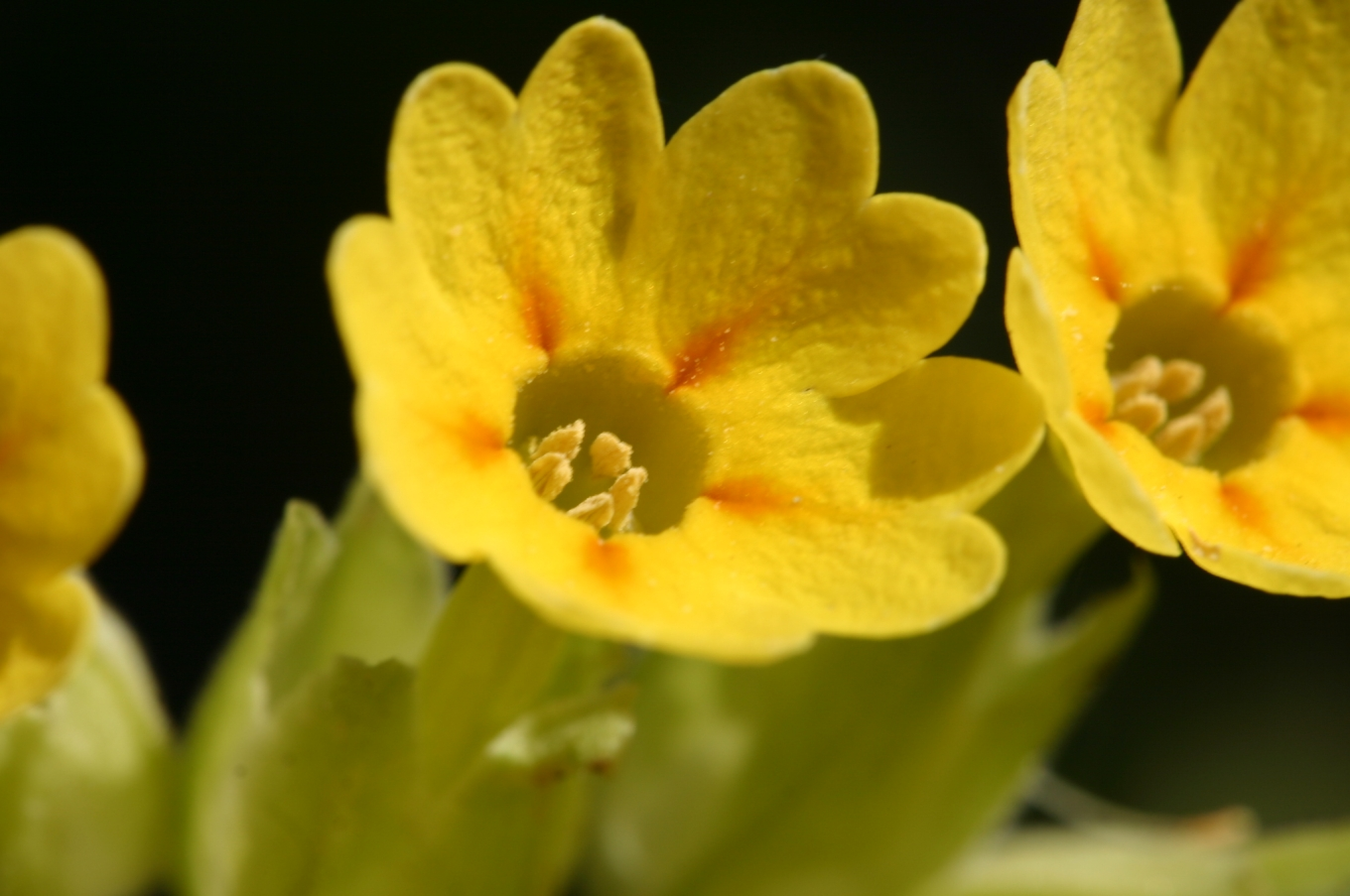
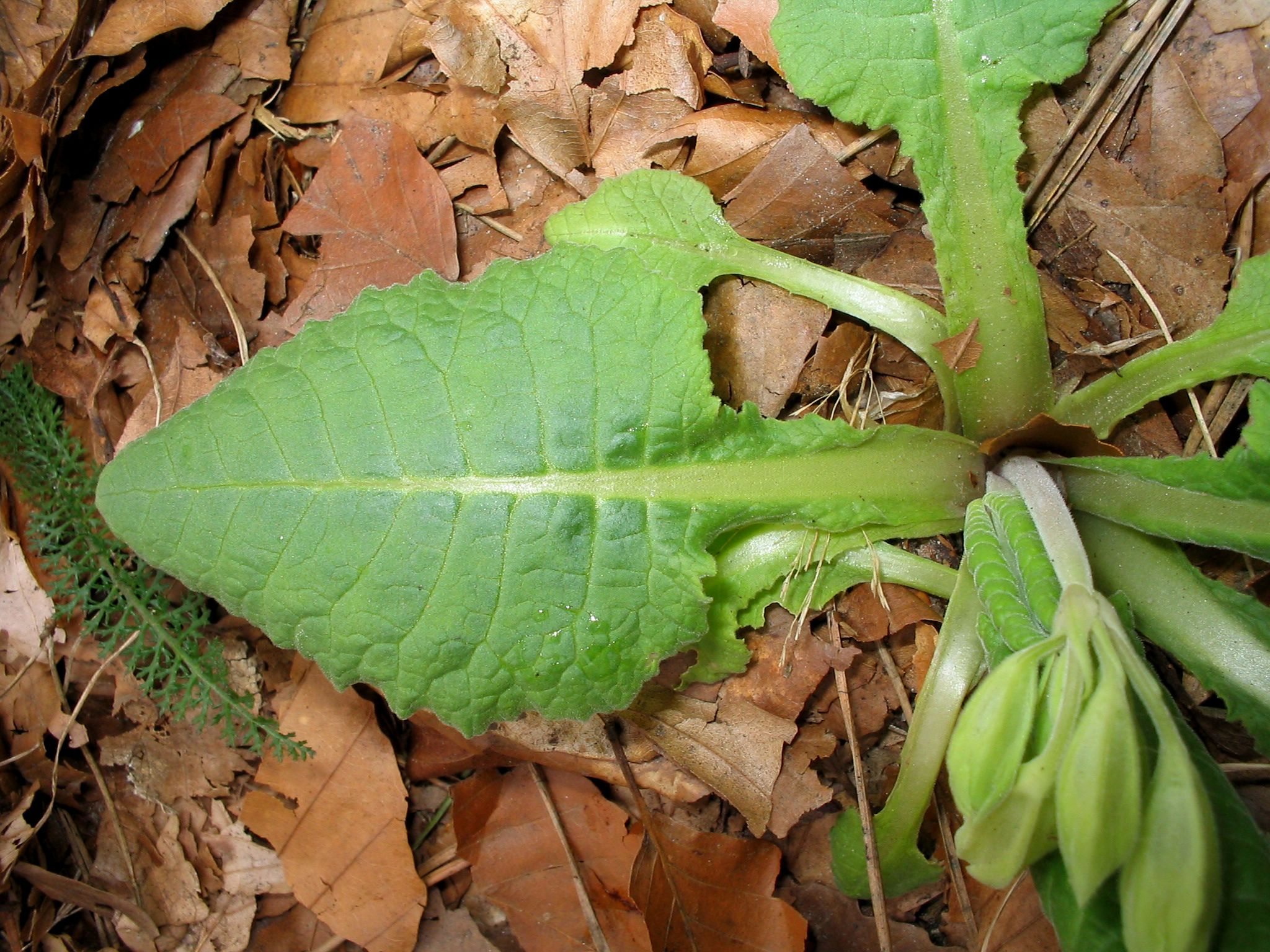
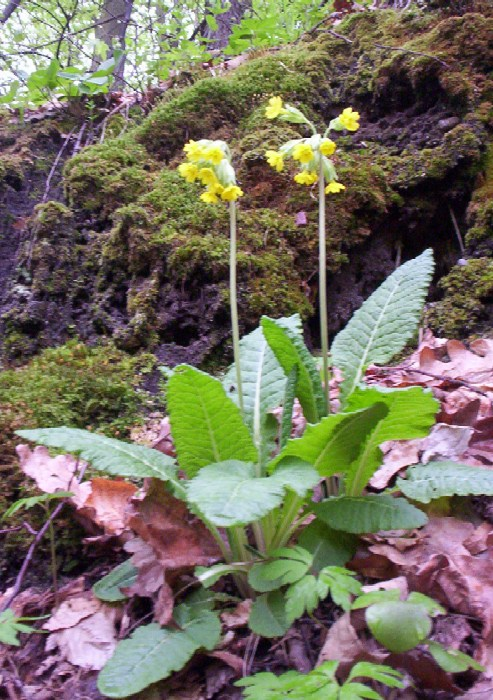